# Central line
A Central a londoni metróhálózat leghosszabb tagja a maga 74 kilométerével. Ezen a távolságon 49 állomás található, amelyből 20 a föld alatt van. A vonalon egyetlen kiágazás található; menetideje 90 perc. Ez a vonal a második legforgalmasabb vonal a hálózatban.
A térképek piros/vörös színnel jelölik a vonalat.

## Történelem
1891-ben megalakult a Central London Railway társaság, amely Shepherd's Bush és a Bank között közlekedtetett szerelvényeket. Az akkori vonalszakaszt 1900. június 27-én adták át, de utasokat csak 1900. június 30-tól szállít menetrendszerűen, villamos árammal működő szerelvényekkel. Az állomásépületek terveit Harry Bell Measures készítette.
Hamarosan jelentkeztek az első problémák: a hidakon a szerelvények áthaladásakor erős rezgések jelentkeztek, ami veszélyessé tette a vonatok közeledését.
1940-ben adták át az úgynevezett négysínes pályát, ami a londoni metróvonalak mindegyikére jellemző. Ennek az a lényege, hogy két sínen fut a vonat és a másik kettőben pedig az áram folyik. Ez utóbbiból azért használnak kettőt, mert ha az egyikben bármilyen ok miatt nem lenne áram, akkor a másikból még mindig táplálhatóak a vonatok. Ezzel együtt új szerelvények is kerültek a vonalra, de kiderült, hogy a szerelvények ajtajainak magassága közel sem esik egybe a peronok magasságával. A Liverpool Street és a White City között az utasok be-, illetve kiszállása eléggé nehézkessé vált emiatt. Azóta ezeket a hibákat korrigálták, sőt új szerelvények is kerültek a vonalra, aminek köszönhetően a vonatok nagy része már vezető nélkül közlekedik.
A múltnak emléket állítva a Bank állomás peronjain meghagyták a "Mind the gap" feliratot.
Legnagyobb hosszát 1957-ben érte el a vonal, az Epping - Ongar szakasz átadásával, amely a British Railways közreműködésével valósult meg. Ezt a kiterjesztett szakaszt később - az alacsony kihasználtság miatt - megszüntették.

## Leghíresebb balesetek

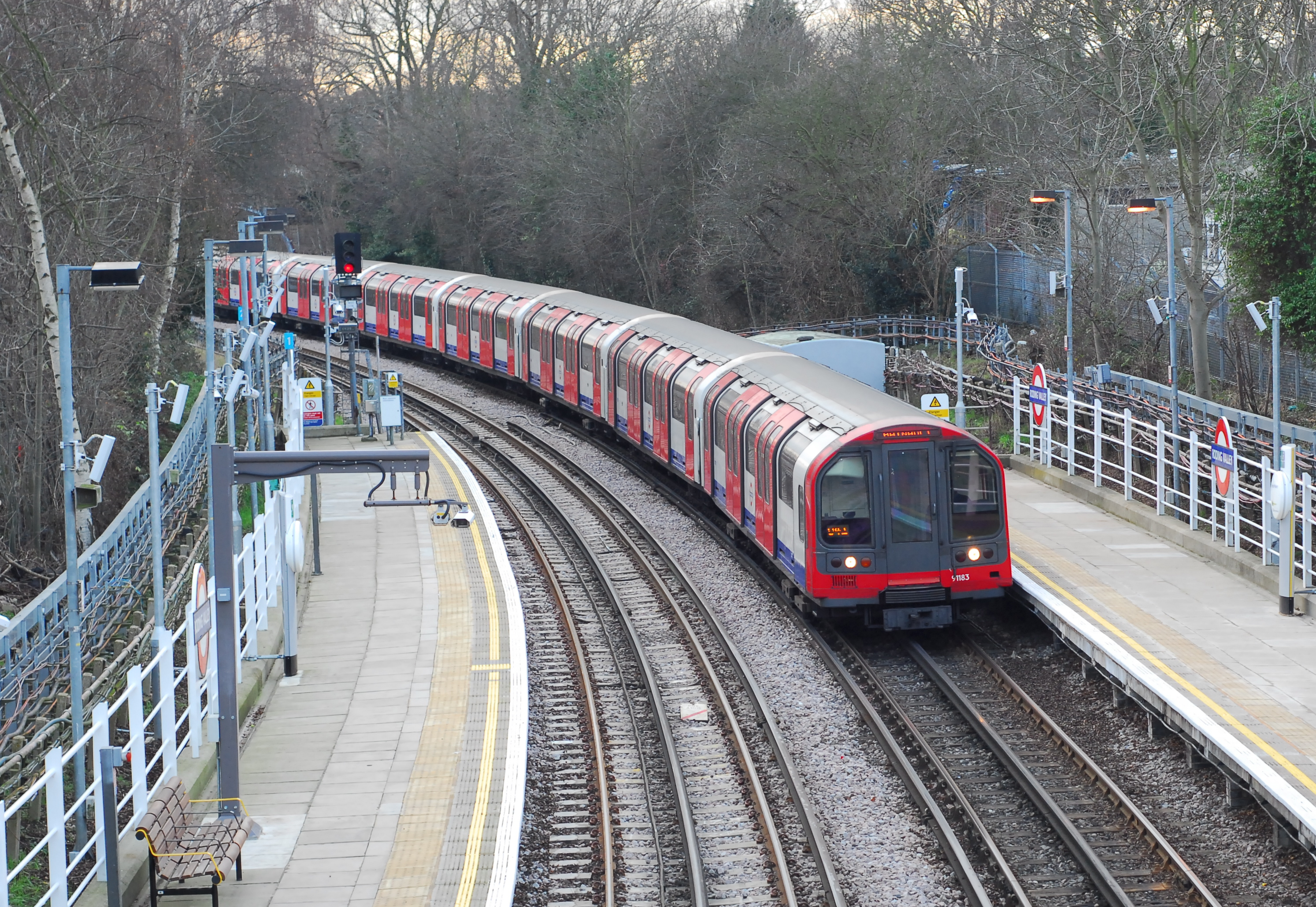
Az 1992 Tube Stock szerelvény bejár Roding Valley állomásra

### 2003
2003. január 25-én a Chancery Lane közelében műszaki okok miatt kisiklott egy szerelvény; 32 ember sérült meg. A baleset kivizsgálása miatt 2003. április 3-ig az egész vonalat lezárták.

### 2007
2007. július 5-én egy szerelvény három kocsija siklott ki a Mile End - Bethnal Green szakaszon, helyi idő szerint délelőtt 9 órakor. A Londoni Városi Tűzoltóság 14 tűzoltóautóval segítette a mentést. 2007. július 7-ig lezárták a Liverpool Street - Leytonstone szakaszt.

## Állomáslista
Megjegyzés: A ma is ismert vonalon, Ny-K irányban! Zárójelben az átszállási lehetőségek vannak megjelölve, míg vastagon szedve a nagyobb állomások.
- West Ruislip (végállomás)
- Ruislip Gardens
- South Ruislip
- Northolt
- Greenford
- Perivale
- Hanger Lane (Piccadilly)
- North Acton

* Ealing Broadway (District)
* West Acton
- East Acton
- White City (Circle, Hammersmith & City)
- Shepherd’s Bush (Overground)
- Holland Park
- Notting Hill Gate (Circle,District)
- Queensway
- Lancaster Gate
- Marble Arch
- Bond Street (Jubilee)
- Oxford Circus (Bakerloo, Victoria)
- Tottenham Court Road (Northern)
- Holborn (Piccadilly)
- Chancery Lane
- St. Paul’s
- Bank (Circle, District, Northern, Waterloo & City, DLR)
- Liverpool Street (Cirle, Hammersmith & City, Metropolitan)
- Bethnal Green
- Mile End (District, Hammersmith & City)
- Stratford (Jubilee, DLR, Overground)
- Leyton
- Leytonstone

* Wanstead
* Redbridge
* Gants Hill
* Newbury Park
* Barkingside
* Fairlop
* Hainault
* Grange Hill
* Chigwell
* Roding Valley
- Snaresbrook
- South Woodford
- Woodford
- Buckhurst Hill
- Loughton
- Debden
- Theydon Bois
- Epping (végállomás)

## Általánosságok
A vonal 74 kilométer hosszú, így a hálózat leghosszabb tagja. A 49 állomásból álló vonalat csúcsidőben 79 szerelvény szolgálja ki; az összes vonatok száma ezen a vonalon 85. Minden szerelvény 8 kocsiból áll.
A vonalon 1992 Stock nevű szerelvények közlekednek.
Rengeteg fejlesztési terv van kidolgozás alatt, amelyek mind a járművek állapotát, komfortfokozatát és az utasok elégedettségét szolgálja majd.
A legnagyobb kocsiszín a West Ruislip-i állomásnál található, de van egy kisebb is Hainault-nál.
A West Ruislip - Epping (ún. eredeti szakasz) távolsága 54,9 km (34,1 mf), a vonatok menetideje 1 óra 28 perc 30 másodperc.

## Jövő
A vonalon nem szándékoznak a jövőben nagy újításokat tervezni (vonal hosszabbítás stb.). 2025-ben valószínűleg össze lesz vonva egy vasútvonallal, de ez még nagyon távlati terv.

## Night Tube
A NightTube szolgáltatás keretein belül a Central csak az Ealing Broadway-Loughton és a(z) (Ealing Broadway-)White City-Haianult ágon közlekedik. Grange Hill, Chigwell és Roding Valley megállókat éjszaka nem érintik a metrók, illetve az West Ruislip ágon sem közlekednek a péntekről szombatra, és a szombatról vasárnapra virradó éjszakákon.